# Delleboersterheide
De Delleboersterheide is een beekdallandschap van 195 hectare langs de Tjonger bij Oldeberkoop. Het gebied in de Nederlandse provincie Friesland wordt beheerd door It Fryske Gea. Sinds de eerste aankoop in 1951 is het geleidelijk aan sterk vergroot. Het grenst aan het natuurgebied Diakonieveen. 

## Beschrijving
Het natuurgebied is anno 2020 een landschappelijk gevarieerd met droge en natte heide, hoogveentjes, schraalgraslanden en rivierduintjes. De laatste zijn door de wind opgestoven na de laatste ijstijd. De pingoruïne in het gebied is een overblijfsel van die ijstijd. Door het smelten van een ijsheuvel is het typische ronde meertje met eromheen een aarden wal ontstaan. Het water werd vervolgens in de loop van eeuwen vervangen door een dik veenpakket. 
In de Delleboersterheide ligt ook het vennetje de 'Catspoele'. Er is daar een speciaal vlonder aangelegd om de vele soorten libellen en andere insecten te kunnen observeren. In de vochtige heide leven ook kikkers, padden en salamanders en de levendbarende hagedis en de ringslang. Grote delen van het Dellebuursterheide zijn droog en begroeid met struikheide. In het bosgebied, op een hooggelegen flank van de Tjonger, komen dassen voor. Vogels als de boompieper, geelgors en wespendief voelen zich er thuis. In 2018 en 2019 broedde er een koppel kraanvogels in het natte gedeelte.
Flora inventarisaties gaven aan dat het aantal en de verspreiding van bijzondere plantensoorten in de jaren 2010 is toegenomen. Dat gold voor borstelgras, stekelbrem en hondsviooltje, maar ook voor soorten als blauwe knoop, heidekartelblad, klokjesgentiaan en ronde zonnedauw. De hoeveelheid insecten is daarentegen sterk afgenomen sinds het jaar 2000. Vier soorten dagvlinders verdwenen en het aantal bijensoorten decimeerde.   

## Beleid en beheer
Het beleid is er in de eenentwintigste eeuw op gericht de biodiversiteit te bevorderen en het oorspronkelijke karakter van het beekdallandschap te versterken. Daartoe werd heide afgestoken en ontdaan van boomopslag. Vennetjes en oude riviermeanders van de Tjonger werden van begroeiing ontdaan en stuwtjes dichtgezet. Door verhoging van de waterstand bijft er weer water in het gebied. Na verwijdering en afvoer van de voedselrijke toplaag ontstond er een meer gevarieerde vegetatie in het glooiende landschap. Voor het beheer worden Schotse hooglanders, Exmoorpony's en het Drents heideschaap ingezet. Tevens worden in augustus de beekdalgraslandjes gemaaid.
Aeltsjemar
· De Alde Feanen
· Bakkeveense Duinen
· Bancopolder
· Bekhofschaans
· Bjirmen
· Blauhúster Puollen
· Bocht fan Molkwar
· Botmar
· Bouwepet
· Buismans Einekoai
· Bûtenfjild
· Van Coehoornbosk
· Delleboersterheide
· Diakonieveen
· Dobbe Stienser Aldlân
· Dobben Hurdegarypsterwarren
· Dunegeaster- en Follegeasterpolder
· Dyksfearten
· Eanjumerkolken
· Easterskar
· Einekoai Piaam
· Einekoaien Lytse Geast
· De Fluezen
· Grikelân en Turkije
· Grutte Wielen
· Heide Hulstreed
· De Hon
· Huitebuersterbûtenpolder
· Joodse begraafplaats Tacozijl
· Joodse begraafplaats Noordwolde
· Kapellepôle
· Ketelermar
· Ketliker Skar
· Kobbelân
· Lendebos
· Lindevallei
· Liphústerheide
· Makkumersúdmar
· Makkumerwaarden
· Mandefjild
· Martenastate
· Meulebos
· Meulereed
· Mokkebank
· Mûntsebuorsterpolder
· Noard-Fryslân Bûtendyks
· 't Oerd
· Ottema Wiersma reservaat
· Park Huize Olterterp
· Park Jongemastate
· Peazemerlannen
· Petgatten De Feanhoop
· Polders Koarnwert
· Ringwiel
· Rysterbosk
· De Ryp
· Schaopedobbe
· Séfonsterpolder
· Sippen-finnen
· Skiedingsboskje
· Slachtedyk
· Steile Bank
· Stokersdobbe
· Sudermarpolder
· Syp Set
· Taconisbosk
· Tsjongerwâlen
· Teroelster Sipen
· Unlân fan Jelsma
· Van Asperen einekoaien
· Warkumermar
· Warkumerwaard
· 't West
· Wilhelmina-oard
· Ychtenerfeanpolder